# Wünschendorf (Schönberg)
Wünschendorf ist ein Ortsteil der Gemeinde Schönberg im Landkreis Zwickau (Freistaat Sachsen). Der Ort wurde am 1. Juli 1950 nach Tettau eingemeindet, mit dem er am 1. Januar 1974 zu Schönberg kam.

## Geografie

### Geografische Lage
Wünschendorf liegt im nördlichen Gemeindegebiet von Schönberg. Er geht im Osten relativ nahtlos in den Nachbarort Tettau über. Im Nordwesten grenzt Wünschendorf an das thüringische Altenburger Land. Durch Wünschendorf fließt der Köthler Bach, der über das Meerchen in die Pleiße entwässert.

### Nachbarorte
| Pfarrsdorf, Koblenz |                                             | Tettau      |
| Köthel              | Kompassrose, die auf Nachbargemeinden zeigt |             |
|                     | Schönberg                                   | Breitenbach |

## Geschichte

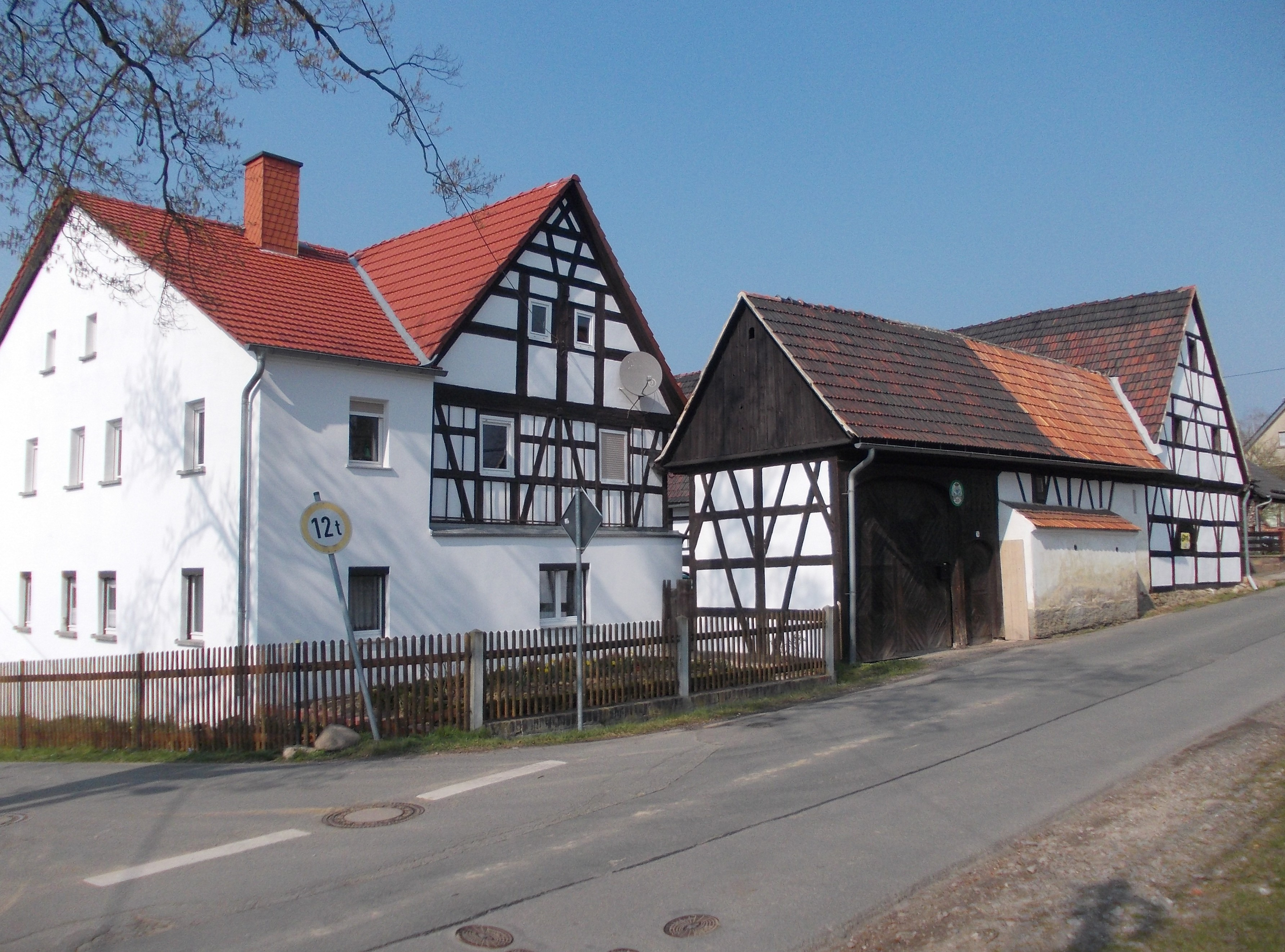
Hof in Wünschendorf

Der Ort Wünschendorf wurde im Jahr 1462 als „bey dem Wyndischen dorffe“ erwähnt. Dies deutet darauf hin, dass die Gegend von Sorben besiedelt wurde, die bereits im 6. Jahrhundert in der Gegend lebten. Der Ort gehörte zur Grundherrschaft des Ritterguts Tettau, die Hans von Hagenest im Jahr 1492 an das Kloster Remse verkaufte. Wünschendorf kam im Jahr 1543 als einstiger Besitz des im Zuge der Reformation im Jahr 1533 aufgelösten Klosters Remse durch Kauf an die Herren von Schönburg. Der Ort gehörte seitdem als Amtsdorf zur schönburgischen Herrschaft Remse, die jedoch als Lehnsherrschaft unter wettinischer Oberhoheit stand. Im Rahmen der administrativen Neugliederung des Königreichs Sachsens wurde Wünschendorf als Teil der schönburgischen Lehnsherrschaft Remse im Jahr 1835 der Kreisdirektion Zwickau unterstellt. Die Lehnsherrschaft Remse mit ihren Orten wurde seitdem administrativ durch das königlich-sächsische Amt Zwickau verwaltet.
Ab 1856 gehörte Wünschendorf zum Gerichtsamt Remse und ab 1875 zunächst zur Amtshauptmannschaft Zwickau. Nachdem auf dem Gebiet der Rezessherrschaften Schönburg im Jahr 1878 eine Verwaltungsreform durchgeführt wurde, kam Wünschendorf mit dem gesamten ehemaligen Gerichtsamtsbezirk Remse im Jahr 1880 zur neu gegründeten sächsischen Amtshauptmannschaft Glauchau.
Am 1. Juli 1950 wurde Wünschendorf nach Tettau eingemeindet, welches wiederum am 1. Januar 1974 in die Gemeinde Schönberg eingemeindet wurde. Durch die zweite Kreisreform in der DDR kam Wünschendorf im Jahr 1952 zum Kreis Glauchau im Bezirk Chemnitz (1953 in Bezirk Karl-Marx-Stadt umbenannt), der ab 1990 als sächsischer Landkreis Glauchau fortgeführt wurde und 1994 im Landkreis Chemnitzer Land bzw. 2008 im Landkreis Zwickau aufging.